# Cunimund
Cunimund (d. 567) a fost ultimul rege al gepizilor, în secolul al VI-lea. După înfrângerea sa în lupta împotriva longobarzilor și avarilor, formațiunea statală a gepizilor s-a destrămat.

## Contextul
Gepizii dețineau importantul oraș Sirmium (astăzi Sremska Mitrovica, în Serbia) încă din anul 536, când îl cuceriseră de la Imperiul Bizantin, condus de împăratul Iustinian I. Începând din 549, gepizii s-au aflat în conflict deschis cu longobarzii, aflați sub comanda regelui Audoin. Longobarzii au solicitat și au primit sprijin din partea împăratului Iustinian, materializat în trimitere de circa 15.000 de soldați. În fața unei asemenea forțe, gepizii au încheiat rapid un armistițiu cu longobarzii, însă aceasta abia după ce trupele bizantine au pătruns în regiune. S-a creat astfel un larg teritoriu care îi separa pe gepizii regelui Thurisind de longobarzii lui Audoin.

## Familia

### Thurisind și Thurismod
Cunimund a succedat ca rege al gepizilor lui Thurisind. În conformitate cu mai multe surse, fostul rege fusese tatăl lui Cunimund, iar dușmănia la adresa longobarzilor a acestuia din urmă ar fi decurs și din uciderea de către fiul lui Audoin, regele longobard Alboin a fratelui lui Cunimund, Turismod.

## Domnia
Războiul dintre gepizi și longobarzi a reizbucnit în 565. Cunimund, trecut între timp la conducerea gepizilor, a făcut apel la împăratul bizantin Iustin al II-lea, promițând ca, în schimbul sprijinului militar, Bizanțului să i se restituie Sirmium. Iustin a acceptat, drept pentru care gepizii au avut pentru moment un ascendent asupra longobarzilor, chiar dacă regele Cunimund nu a retrocedat Sirmium bizantinilor.
Ulterior, longobarzii au încheiat o alianță cu tribul avarilor, nou venit în regiune și stabilit în marginile răsăritene ale formațiunii statale a gepizilor. Pentru a întări și mai mult alianța anti-longobardă, Cunimund a acceptat cedarea Sirmium-ului către bizantini, fapt de această datădus la îndeplinire. Cu toate acestea, trupele imperiale, odată pătrunse în Sirmium, au evitat joncțiunea cu gepizii, în cele din urmă regele Alboin a zdrobit forțele lui Cunimund în 567, chiar fără a mai aștepta sosirea avarilor. Potrivit cronicii lui Paul Diaconul, Alboin l-a ucis pe Cunimund, transformându-i craniul într-o cupă.

### Rosamunda
Cunimund a avut o fiică, numită Rosamunda (sau Rosemund). După înfrângerea lui Cunimund, aceasta a fost forțată să se căsătorească cu Alboin. Mai târziu, Rosamunda ar fi stat în spatele complotului care a condus la asasinarea lui Alboin în 572.